# Soho (Londra)
Soho è un quartiere nel West End di Londra, Inghilterra, parte della città di Westminster.
Ubicato a circa 900 metri a nord-ovest-nord di Charing Cross, Soho è noto per essere il quartiere a luci rosse di Londra. È uno dei quartieri più affollati sia di giorno che di notte, in particolare il venerdì notte. A Soho si trova una delle più famose e caratteristiche piazze di Londra: Piccadilly Circus.

## Geografia fisica
Il quartiere di Soho è un'area ampia approssimativamente un miglio quadrato ed è delimitato da Oxford Street a nord, da Regent Street a ovest, Shaftesbury Avenue a sud e Charing Cross Road ad est. Comunque, essendo tutte queste strade, a eccezione di Oxford Street, state costruite nel XIX secolo, i confini attuali non sono sempre rimasti invariati. Un tempo fu una parrocchia civile dedicata a Sant'Anna all’interno del territorio della Città di Westminster, mentre successivamente le nuove forme di amministrazione metropolitana londinese lo inclusero nel distretto della Strand.
L'area a ovest di Soho è conosciuta come Mayfair, quella a nord Fitzrovia, quelle a est St. Giles e Covent Garden e quella a sud St. James's. Secondo la Soho Society, Chinatown, la zona tra Leicester Square a sud e Shaftesbury Avenue a nord, è parte di Soho, anche se alcuni lo considerano una zona separata.

## Storia

### Origini del toponimo
Il nome Soho appare per la prima volta nel XVII secolo e, secondo gli esperti della storia di Londra, deriverebbe dall'antico grido usato dai Tudor durante la caccia: "Soho! There goes the fox!". James Scott, I duca di Monmouth, usava lo stesso termine, "soho", come chiamata a raccolta di tutti suoi uomini nella battaglia di Sedgemoor, il 6 luglio 1685; mezzo secolo dopo il nome fu usato per questa zona di Londra.
Il nome "Soho" è successivamente stato imitato da altri distretti residenziali o di intrattenimento e di ristorazione come SoHo a New York, Soho a Hong Kong, Soho a Malaga e Palermo Soho a Buenos Aires assumendo significati differenti.
Nel caso di New York, ad esempio, l'acronimo "SoHo" identifica una precisa zona residenziale di Manhattan e significa "South of Houston Street"; del tutto analogo l'acronimo utilizzato per l'omonimo quartiere di Hong Kong, che significa "South of Hollywood Road".

### Le origini
Nella zona di Soho era principalmente occupata da terreni agricoli fino al 1536, anno in cui, Enrico VIII decise di acquisirli per trasformarli nel parco reale del Palazzo reale di Whitehall.
Negli anni '60 del XVII secolo, la Corona concesse i campi di Soho a Henry Jermyn, I conte di St. Albans. Questi affittò 19 dei 22 acri della tenuta (89000 m²) a Joseph Girle, che ottenne il permesso di costruire e prontamente lo cedette al muratore Richard Frith, nel 1677: è con Frith che ebbe inizio lo sviluppo edilizio della zona. Nel 1698, Guglielmo III concesse la proprietà fondiaria piena della maggior parte di questa zona per William Bentinck, I conte di Portland. Nel frattempo, la parte meridionale del territorio di quello che divenne parrocchia civile di St. Anne Within the Liberty of Westminster era stato diviso in lotti dalla Corona e venduto, tra il XVI e il XVII secolo; un lotto venne acquisito da Sidney Robert, II conte di Leicester.
Nonostante le migliori intenzioni dei proprietari terrieri, come i conti di Leicester e di Portland, che intendevano sviluppare in questo territorio unità abitative simili a quelli dei contigui quartieri di Bloomsbury, Marylebone e Mayfair, Soho non divenne mai una zona d'attrazione per i più facoltosi. Si iniziarono, pertanto, a stabilire nella zona immigrati, in particolare gli ugonotti francesi che cominciarono a risiedere qui a partire dal 1688: per questa ragione, la zona iniziò a essere nota come il "quartiere francese di Londra". La chiesa francese in Soho Square fu fondata da ugonotti nel XVII secolo. Al contempo, gli aristocratici cominciarono ad abbandonare la zona.

### Epidemia di colera nel 1854

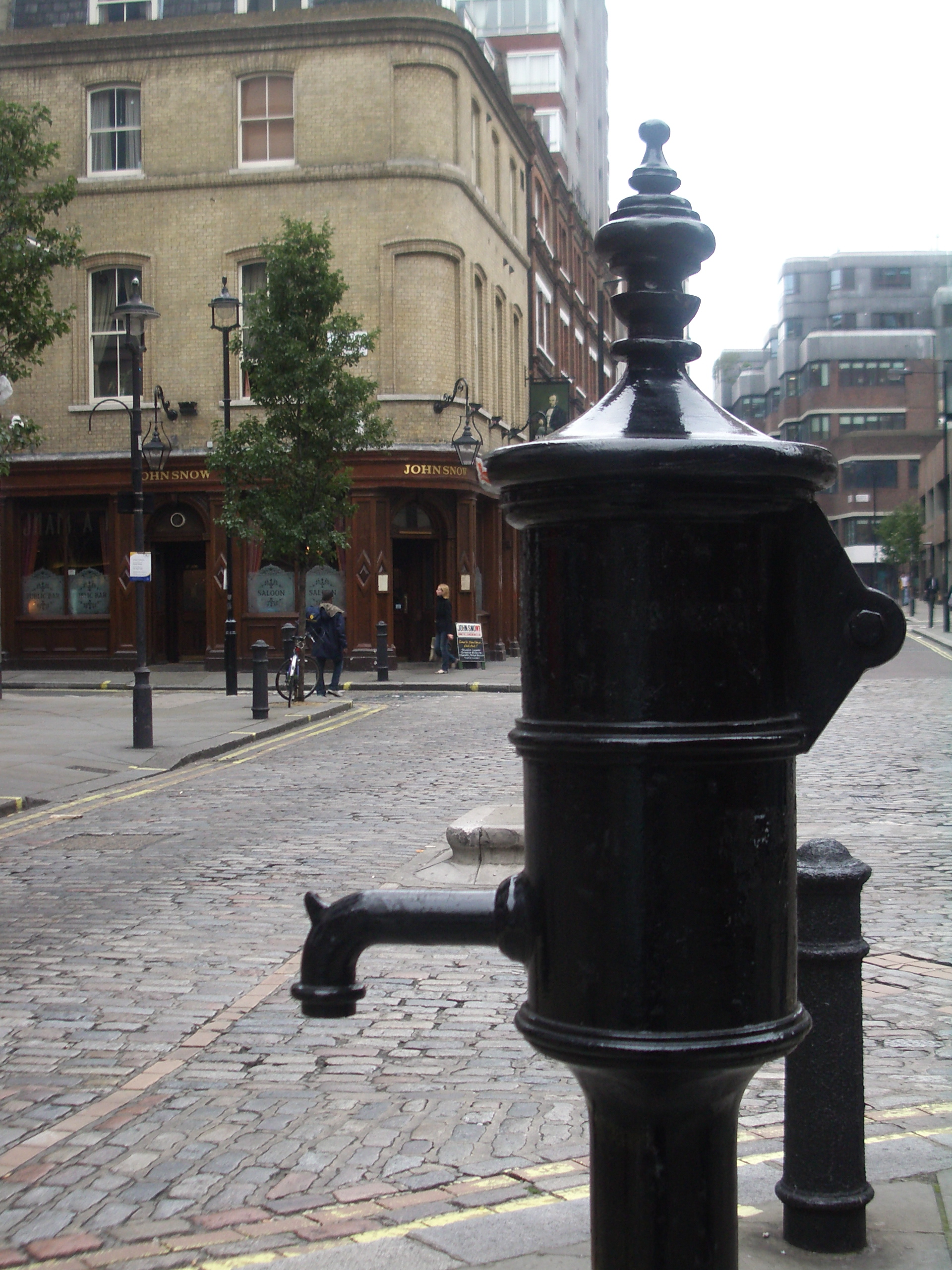
Memorial di John Snow, con il John Snow Pub sullo sfondo

Nel 1854 si sviluppò un'epidemia di colera che venne presumibilmente bloccata grazie all'intervento di John Snow, un medico che facendo una pionieristica analisi epidemiologica, identificò in una pompa d'acqua le cause del diffondersi della malattia.
Egli individuò, la causa del diffondersi dell'epidemia di colera nell'acqua della pompa pubblica situata all'incrocio tra Broad Street (ora Broadwick Street) e Cambridge Street (ora Lexington Street), vicino al retro di quello che oggi è il pub John Snow.
John Snow mappò gli indirizzi dei malati, e notò che erano per lo più persone il cui accesso all'acqua più vicino era la pompa di Broad Street. Convinse, pertanto, le autorità a rimuovere la maniglia della pompa, evitando in tal modo che altre persone potessero usufruire dell'acqua. Fu successivamente scoperto che la sorgente sotto la pompa era stata contaminata da acque fognarie.
Questo è un primo esempio di epidemiologia, sanità pubblica e l'applicazione della scienza, la teoria microbica delle malattie, in una crisi reale.
Lo scrittore Steven Berlin Johnson descrive come si presentavano i luoghi legati alla epidemia di colera della pompa di Broad Street nel 2006, più di 150 anni dopo l'epidemia di colera:

"Quasi ogni struttura che si trovava in Broad Street, nella tarda estate del 1854, è stata sostituita da qualcosa di nuovo - in parte grazie anche alla Luftwaffe, e in parte alla distruzione creativa del boom dei mercati immobiliari urbani. (Anche i nomi delle strade sono stati alterati. Broad Street è stato rinominato Broadwick nel 1936). La pompa, ovviamente, è andata perduta da lungo tempo, anche se una replica con una piccola targa si trova a diversi isolati dal sito originale su Broad Street. Un isolato a est di dove la pompa sorgeva è occupato da un elegante edificio in vetro progettato da Richard Rogers con tubazioni a vista verniciato di un arancione acceso; la sua lobby vetrata ospita un elegante ristorante di sushi perennemente affollato. La Chiesa di San Luca, demolita nel 1936, è stata sostituita dall'immobile degli anni sessanta Kemp House, i cui quattordici piani ad uso misto di case, uffici, appartamenti e negozi. L'ingresso al ricovero in Poland Street è ormai un garage, anche se la struttura dell'ospizio è ancora intatta, visibile da Dufours Place, persistente dietro la mitezza del dopoguerra di Broadwick Street come un grande fossile vittoriano. (...) Sulla stessa Broad Street, una sola azienda è rimasta costante nel secolo e mezzo che ci separa da quei terribili giorni di settembre 1854. È ancora possibile acquistare una pinta di birra al pub all'angolo di Cambridge Street, non più distante di quindici passi dal sito della pompa che, una volta, ha quasi distrutto il quartiere. Solo il nome del pub è cambiato. E ora si chiama The John Snow."

Una replica della pompa, con una targa commemorativa e senza manico (per indicare l'azione di John Snow per fermare il focolaio) è stata eretta vicino alla posizione della pompa originale.

### Storia contemporanea
Entro la metà del XIX secolo, dopo che tutte le famiglie più facoltose si erano allontanate per risiedere nelle limitrofe zone più ricche, la zona iniziò a essere popolata da prostitute, sale musicali e piccoli teatri. Nel XX secolo i cittadini stranieri cominciarono ad aprire trattorie dai prezzi abbordabili e il quartiere prese ad attirare intellettuali, scrittori e artisti: dagli anni Trenta ai primi anni Sessanta, i pub di Soho erano noti per essere affollati ogni notte da scrittori, poeti e artisti ubriachi, molti dei quali non furono mai sobri abbastanza a lungo da avere successo. Fu anche in questo periodo che vi si stabilirono i proprietari dei pub del quartiere.

### Soho oggi

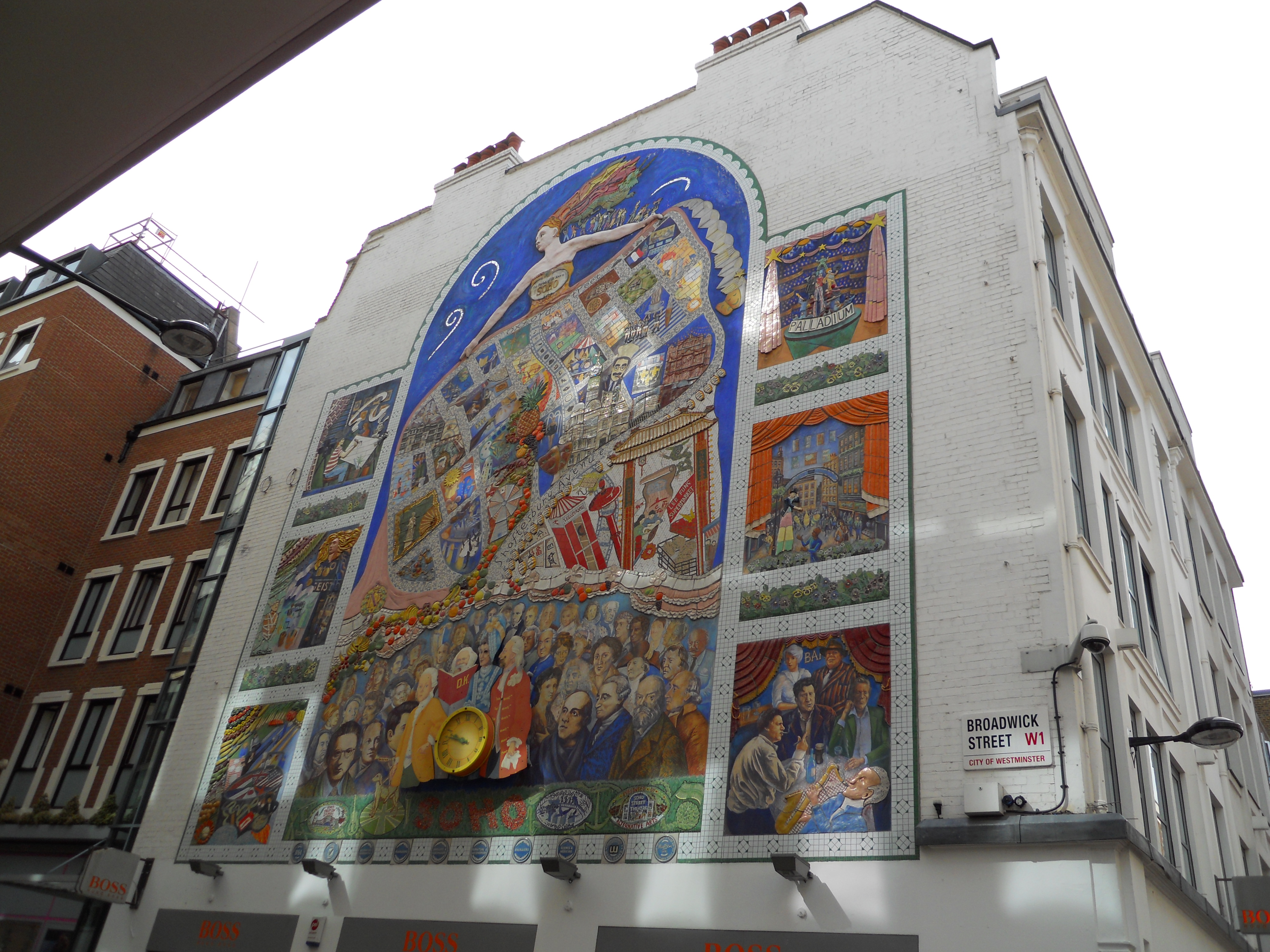
Murales in Broadwick Street

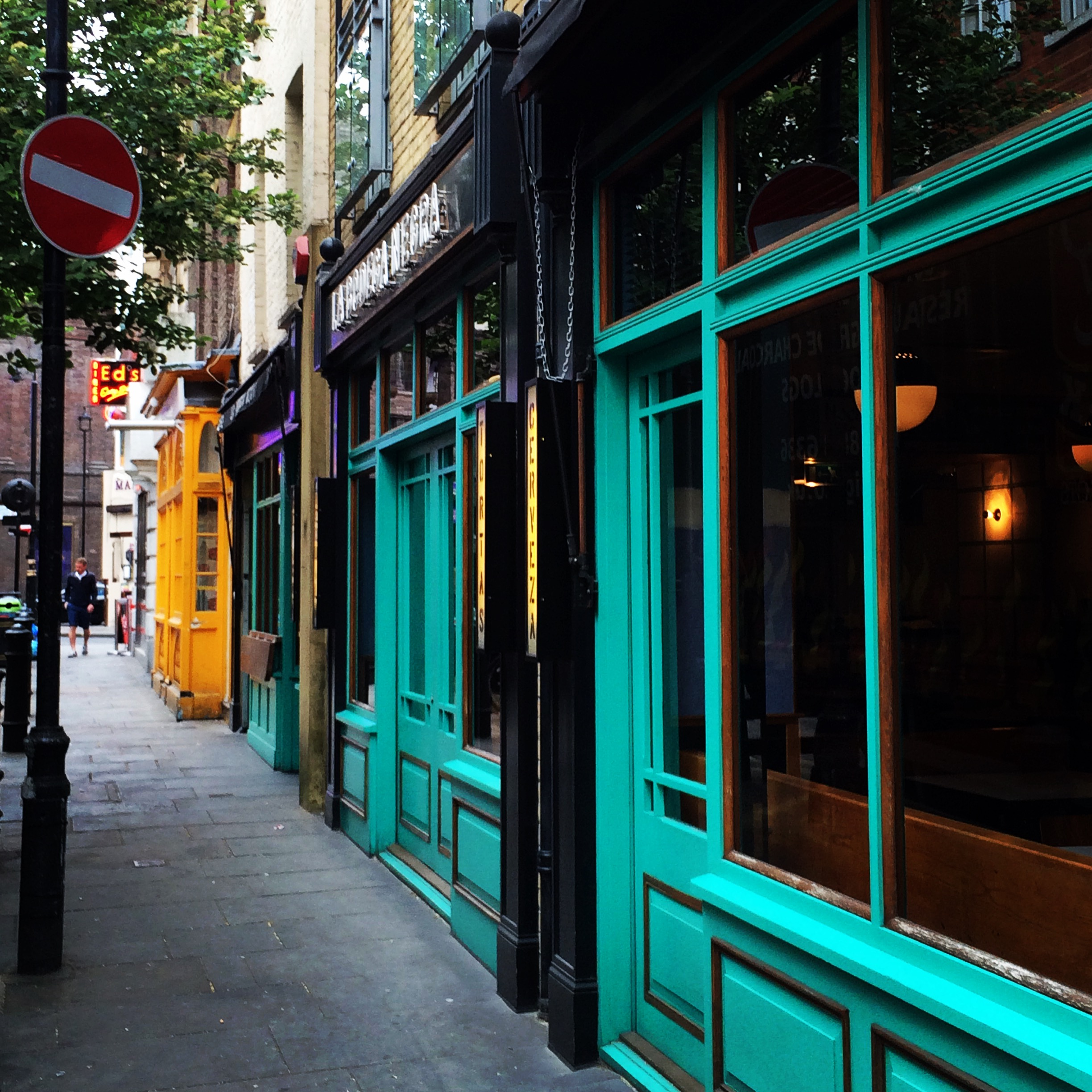
Moor Street a Soho

Soho è diventata una piccola zona multiculturale del centro di Londra, sede per industria, commercio, cultura e divertimento, nonché una zona residenziale abitata da cittadini di vari livelli di reddito.
Soho è noto attualmente per essere il quartiere gay di Londra, specialmente nella zona intorno a Old Compton Street, nel quale vi sono decine di aziende che utilizzano la cosiddetta "sterlina rosa", usata per favorire il commercio locale.

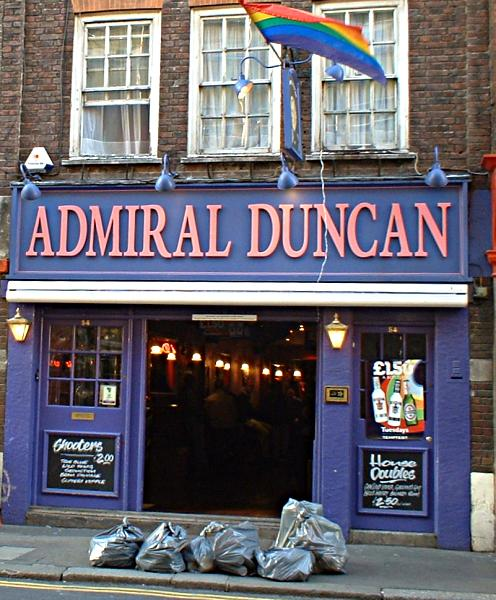
Il pub Admiral Duncan, uno dei più conosciuti pub gay di Soho.

Il 30 aprile 1999 il pub Admiral Duncan su Old Compton Street, la cui clientela è principalmente gay, è stato attaccato da una bomba confezionata artigianalmente, con chiodi e polvere esplosiva da David Copeland, un attentatore vicino all'ideologia neo-nazista; l'attacco ha causato la morte di tre persone e il ferimento di 30. L'attacco a Soho ha seguito una serie di altri attacchi che Copeland aveva organizzato per attaccare la comunità afroamericana di Brixton, prima, e la comunità bengalese di Brick Lane, poi.
Vari gruppi religiosi e spirituali hanno sede a Soho. Tra i più noti vi sono: la chiesa di Sant'Anna, in Dean Street (che era stata danneggiata da una bomba V1 durante un bombardamento della seconda guerra mondiale e riaperta nel 1990), la chiesa di San Patrizio, a Soho Square (fondata da immigrati irlandesi nel XIX secolo), la chiesa City Gates con centro in Greens Court, il tempio Hare Krishna, nelle vicinanze di Soho Square e una piccola moschea in Berwick Street.
Il giorno di San Valentino del 2006, una campagna è stata lanciata per riportare le imprese di nuovo nel cuore di Soho. La campagna, denominata I love Soho, è stata creata dal marketing manager Prannay Rughani (la catena Cheers Bar, che hanno la licenza della Paramount Pictures, in Europa), e dispone di un sito web. La campagna è stata lanciata presso l'ex Raymond Revuebar, in Walkers Court, reso famoso per la sua licenza di strip, i neon e le partecipazioni di celebrità come Charlotte Church, Amy Winehouse e Paris Hilton. I love Soho è sostenuta dall'ex sindaco di Londra Ken Livingstone, dalla Soho Society, il consiglio della Città di Westminster e Visit London.

## Cultura

### Musica
La scena musicale a Soho può essere fatta risalire al 1948 e al Club Eleven, famigerato tempio del jazz moderno nel Regno Unito. Questo si trovava al 41 di Great Windmill Street.
L'Harmony Inn, nella Archer Street, era, invece, un riprovevole caffè, ma era il luogo di incontro per i musicisti londinesi durante gli anni quaranta e cinquanta. Contrariamente agli altri luoghi d'incontro, questo caffè era solito rimanere aperto fino molto tardi e, di conseguenza, attirava appassionati di jazz dal vicino Cy Laurie Jazz Club.
Soho è stato menzionato nella versione inglese della famosa canzone di Brecht, Mack The Knife:

"And the ghastly fire in Soho, seven children at a go – In the crowd stands Mack the Knife, but he's not asked and doesn't know."

Nei primi anni 50, il 51 Club della band di Ken Colyer è stato aperto in Great Newport Street e, negli stessi anni, il chitarrista e armonicista blues, Cyril Davies, insieme al chitarrista Bob Watson ha lanciato London Skiffle Centre, il primo club skiffle di Londra, al primo piano del pub Roundhouse in Wardour Street.
Nei primi anni 1950, Soho divenne il centro anche della cultura beatnik a Londra. Bar come Le Macabre in Wardour Street, che aveva tavoli a forma di bara, favorivano l'ispirazione ai poeti parolieri, la danza jive e dibattiti politici.
Il The 2i's Coffee Bar è stato probabilmente il primo club rock in Europa: inaugurato nel 1956 al 59 di Old Compton Street, ha reso in poco tempo Soho il centro della scena rock nascente a Londra. Altri noti club simili che proponevano rock e r'n'b erano il Flamingo Club (che ha aperto nel 1952 come Jazz at the Mapleton), La Discothèque, Whisky a Go Go, The Scene di Ronan O'Rahilly e i club jazz come Ronnie Scott's (aperto nel 1959 al 39 di Gerrard Street e trasferitosi al 47 di Frith Street nel 1965) e il 100 Club.
La Wardour Street era anche la casa del leggendario Marquee Club (al 90 di Wardour Street), che ha aperto nel 1958 e dove i Rolling Stones si sono esibiti per la prima volta nel luglio del 1962. Eric Clapton e Brian Jones hanno vissuto per un periodo a Soho, condividendo un appartamento con il futuro pubblicista rock, Tony Brainsby.
Al 17 di St Anne's Court, si trovava anche il Trident Studios, tra il 1968 e il 1981, dove alcuni dei più famosi artisti del mondo hanno registrato alcuni dei propri pezzi; tra questi vi furono i Beatles, Elton John, i Queen e David Bowie.

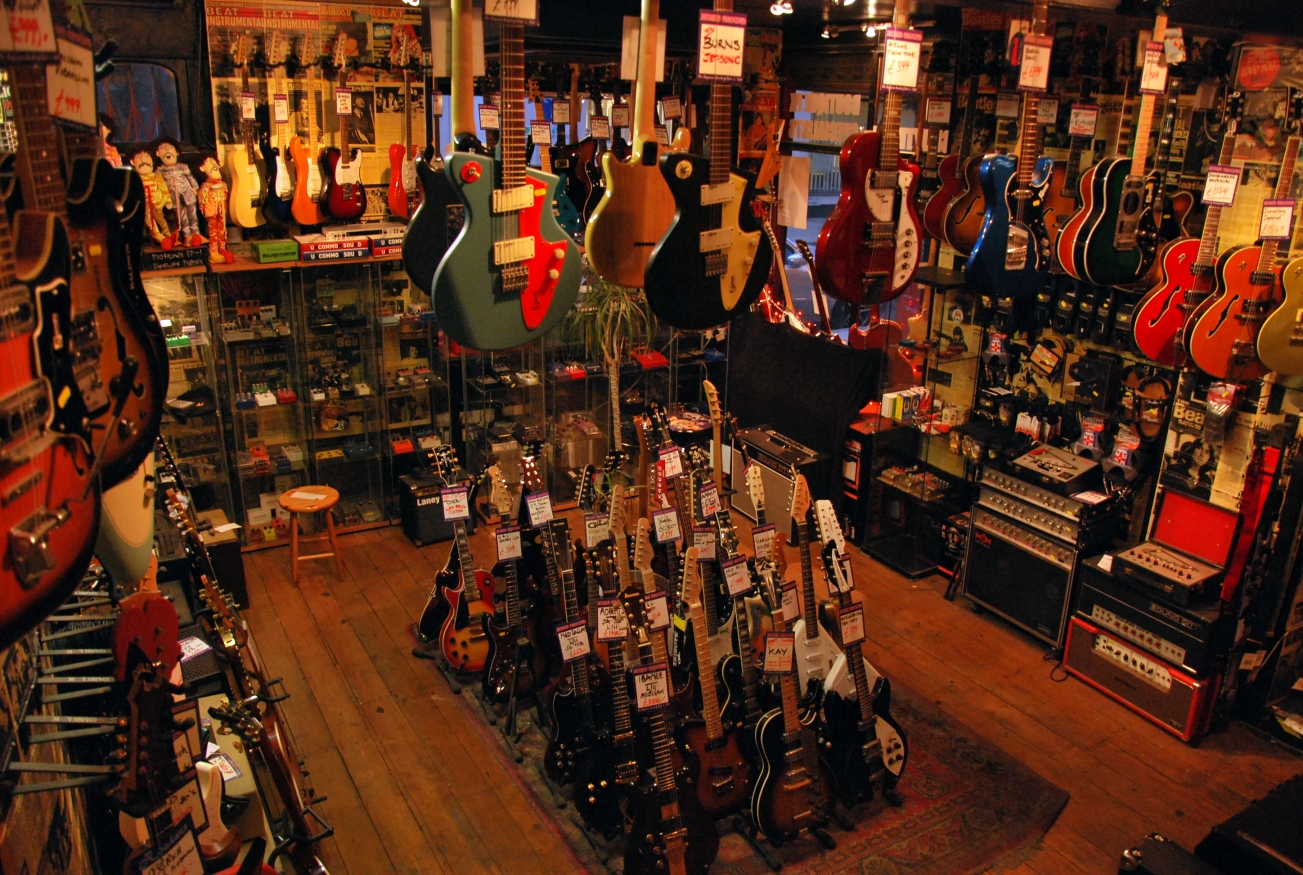
Negozio di musica in Denmark Street.

Denmark Street è famosa per le sue connessioni con la musica popolare britannica, ed è anche conosciuta come la Tin Pan Alley britannica a causa della grande concentrazione di negozi che vendono strumenti musicali. I Sex Pistols hanno vissuto al numero 6 di questa via, e ivi hanno registrato la loro prima demo. Anche Jimi Hendrix, i Rolling Stones e Donovan hanno registrato nello stesso posto e la famosa canzone Your Song di Elton John è stata scritta su questa strada.
Lola dei The Kinks è una canzone che si riferisce alla famigerata industria del sesso di Soho, narra di un giovane uomo incontra un travestito in un club della "vecchia Soho". Altri brani ambientati in Soho sono Soho di Bert Jansch (incluso nell'album Bert and John del 1966) e Soho (Needless to Say) di Al Stewart (dal suo album 1973 Past, Present and Future).

### Soho e l'industria del sesso

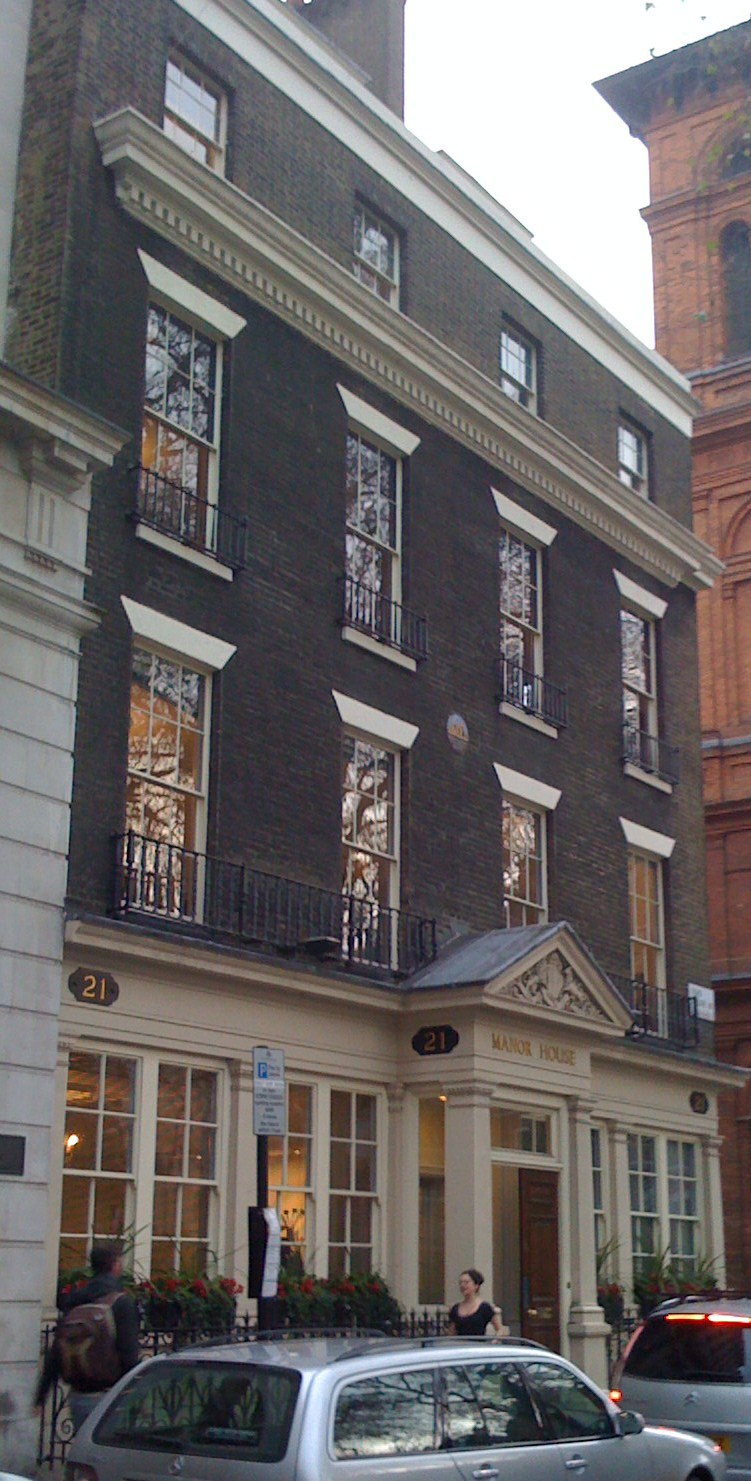
Manor House sede di uno dei primi bordelli del quartiere

La zona di Soho è stata al centro dell'industria del sesso di Londra per oltre 200 anni: tra il 1778 e il 1801 la Manor House, al civico 21 di Soho Square, era la posizione del The White House, un bordello descritto da Henry Mayhew come "un luogo famigerato di cattiva fama".
Se prima dell'introduzione del "Street Offences Act", legge contro i crimini di strada, del 1959, le prostitute affollavano le strade e i vicoli di Soho, a partire dai primi anni sessanta la zona era sede di quasi un centinaio di strip club e a quasi ogni porta, a Soho, erano affissi piccoli volantini che pubblicizzavano "Grandi seni in vendita" o "Lezioni orali di francese": questi sono stati conosciuti come "walk ups". Con la prostituzione tolta dalle strade, molti club, come The Blue Lagoon, sono diventati come "templi" della prostituzione. La squadra buoncostume della Metropolitan Police, in quel periodo, contava un gran numeri di poliziotti corrotti coinvolti in un giro di mazzette e tangenti, che lasciavano agire indisturbata la criminalità organizzata nella zona, anziché far rispettare l'ordine.
I cosiddetti "clip joint" incominciarono a comparire negli anni 60; questi strip club erano soliti vendere acqua colorata come champagne e promettevano sesso, in modo da spennare i turisti alla ricerca di divertimento. Negli stessi anni, il primo cinema-teatro di sesso di Londra, il "Compton Cinema Club" viene aperto al 56 di Old Compton Street. Il cinema era di proprietà di Michael Klinger e Tony Tenser, i quali hanno prodotto molti dei primi film di Roman Polański come Cul-de-sac del 1966. Michael Klinger possedeva anche il club "Heaven and Hell" (che precedentemente era stato solo un beatnik club), che si trovava poco distante dalla caffetteria "The 2I's", all'angolo tra Old Compton Street e Dean Street.

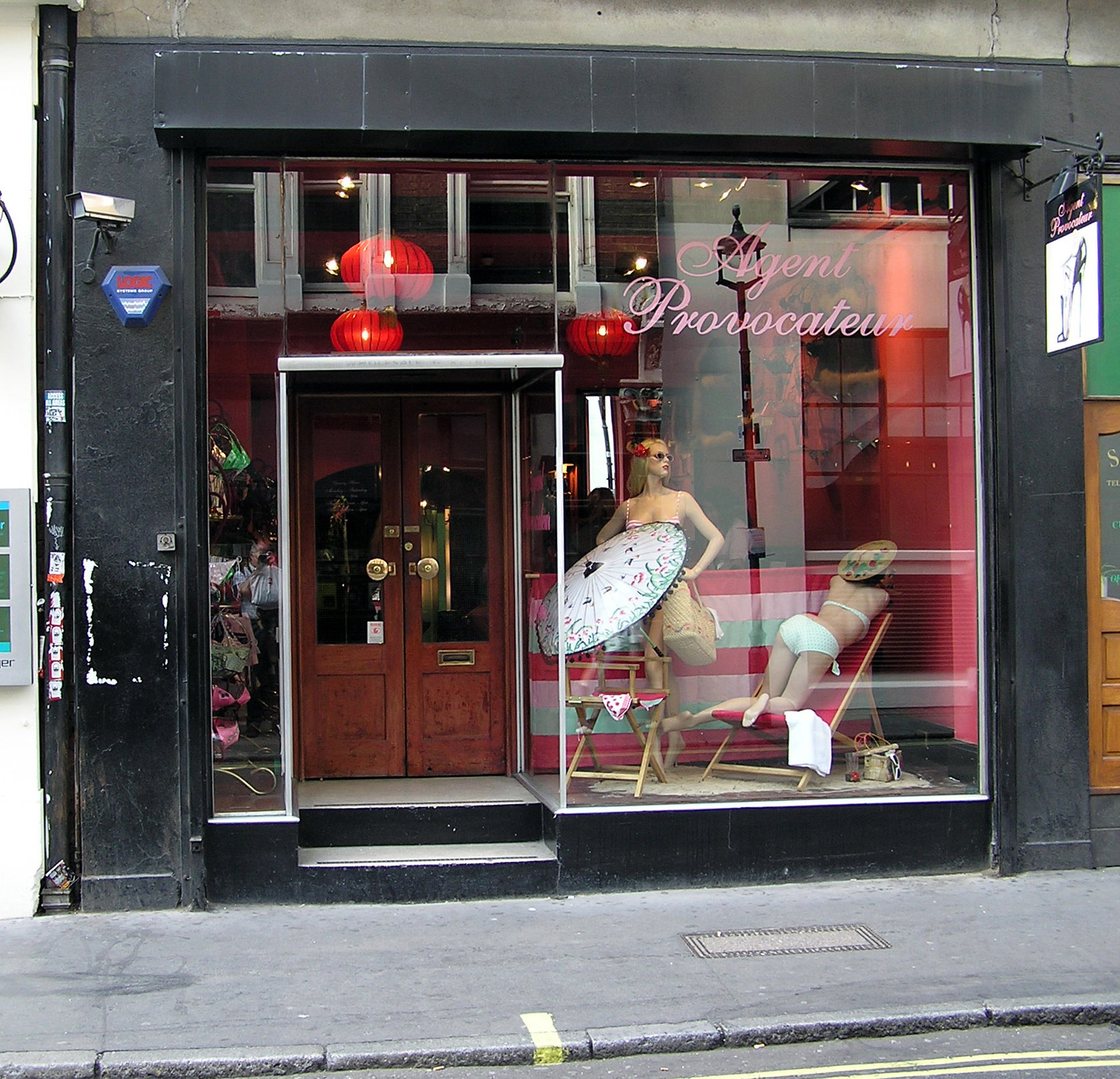
Negozio di lingerie, Agent Provocateur, in Broadwick Street

Harrison Marks, fotografo "glamour" ed editore di riviste pornografiche (come Kamera), aveva una galleria fotografica che si trovava al numero 4 di Gerrard Street.
A metà degli anni Settanta, i sexy shop erano cresciuti rispetto all'esiguo numero di quelli aperti da Carl Slack nei primi anni Sessanta, fino a un totale di cinquantanove sexy shop. Alcuni avevano locali segreti sul retro, ove si vendevano fotografie e romanzi hard, tra cui le edizioni Olympia Press.
Dagli anni 80 epurazioni delle forze di polizia, insieme a un inasprimento dei controlli sulle licenze concesse da parte della città di Westminster, ha portato a un giro di vite su queste situazioni illegali. Nel 2000 un sostanziale snellimento della censura in generale, nonché la concessione di licenze e la chiusura di negozi di sesso senza licenza, avevano ridotto la zona a luci rosse a essere solo una piccola area intorno a Brewer Street e Berwick Street. Diversi clip joint della zona sono stati segnalati dal quotidiano London Evening Standard nel febbraio 2003, perché continuavano ancora a frodare i clienti, che pagavano per ottenere bevande sproporzionatamente care e con un "intrattenimento erotico" assai leggero.
Continua a esistere, nella Tisbury Court, nelle vicinanze di un cinema per adulti, una clip joint.
Soho continua a essere il centro dell'industria del sesso a Londra, e dispone di numerosi sexy shop autorizzati e cinema a luci rosse.
La prostituzione è ancora diffusa in alcune parti di Soho, con diversi edifici utilizzati come bordelli, anche se, su molte strade che portano a Shaftesbury Avenue, a partire da metà degli anni 2000, sono stati acquistati e chiusi o rinnovato per altri usi.

#### Windmill Theatre
Il Windmill Theatre era noto per le sue osé tableaux vivant nude, in cui i modelli dovevano rimanere immobili per evitare la censura. È stato aperto nel giugno 1931 ed è stato l'unico teatro a Londra, che non ha mai chiuso, fatta eccezione per i dodici giorni obbligatori tra 4 e 16 settembre 1939. Si trovava sul sito di un mulino a vento che risale al regno di Carlo II, fino alla fine del XVIII secolo. Il teatro fu ceduto al Gruppo Compton Cinema. Ha chiuso il 31 ottobre 1964 ed è stato ricostruito come un cinema e un casinò.

#### Raymond Revuebar
Il Raymond Revuebar era un piccolo teatro specializzato in striptease e balli nudi. Di proprietà di Paul Raymond, il teatro viene inaugurato il 21 aprile 1958. La caratteristica più sorprendente del Revuebar è stato la grande insegna luminosa che recitava: "Centro mondiale di intrattenimento erotico".
Nei primi anni ottanta, il piano superiore è stato conosciuto come Boulevard Theatre ed è stato utilizzato da un piccolo gruppo di comici alternativi, chiamati "The Comic Strip", prima hanno trovato ampio riconoscimento con la serie The Comic Strip Presents su Channel 4. Questo teatro è stato utilizzato anche come luogo per presentare una serie di anteprime, tra cui Diario di un qualcuno (tratto da I diari di Joe Orton) di John Lahr, una versione rock dell'opera Macbeth di Howard Goodall e The Lizard King (lo spettacolo di Jim Morrison) di Jay Jeff Jones.
Il nome ed il controllo del teatro (ma, si badi, non la proprietà stessa) è stato acquistato da Gerald Simi nel 1997: a poco a poco le fortune del teatro hanno incominciato a scemare anche a causa dell'aumento dell'affitto richiesto dalla Raymond alla proprietà.
Il Revuebar ha chiuso i battenti il 10 giugno 2004 ed è diventato un bar gay e cabaret chiamato Too2Much, disegnato da Anarchitect. Nel novembre 2006, ha cambiato il suo nome in Soho Revue Bar. Durante la festa di inaugurazione, Boy George, Antony Costa e Marcella Detroit hanno eseguito una performance. Il 29 gennaio 2009, il Soho Revue Bar è stato chiuso a sua volta.

### Teatro e industria cinematografica

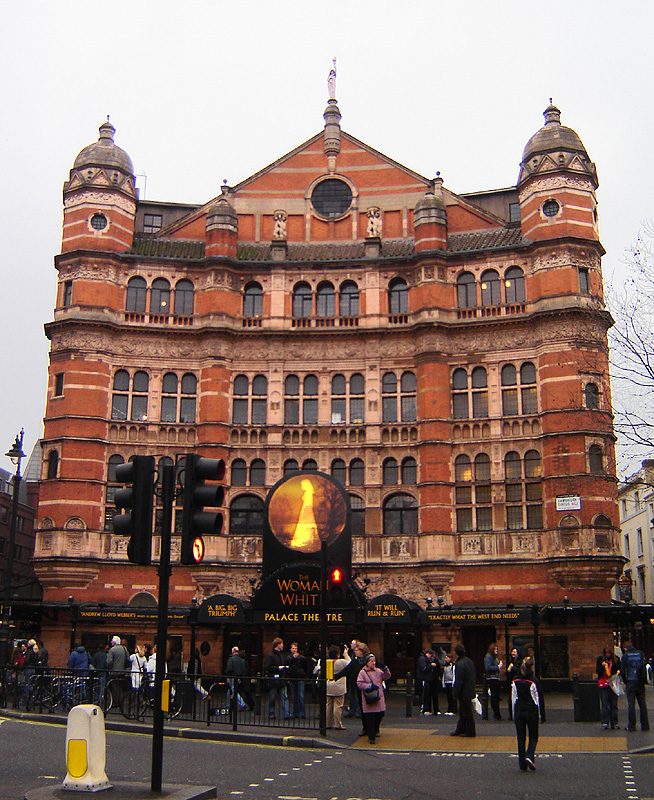
Palace Theatre di Soho

Soho è vicino al cuore della zona dei teatri di Londra, noto come Theatreland, ed è un centro dell'industria film e video indipendenti, così come del settore di post-produzione televisiva e cinematografica.
A Soho vi ha sede il Soho Theatre, costruito nel 2000 per presentare nuovi spettacoli e commedie. Il British Board of Film Classification, precedentemente noto per essere la commissione di censori dei film britannici, ha sede in Soho Square.
L'azienda Sohonet gestisce la rete di comunicazioni in fibra, che collega la Soho media and post-production community a vari studi cinematografici inglesi come il Pinewood Studios e il Shepperton Studios e ad altri centri di produzione più importanti di tutto il mondo; questi includono Parigi, Barcellona, Amsterdam, Roma, New York, Los Angeles, Vancouver, Toronto, Sydney, Brisbane, Melbourne, Wellington e Auckland.
Ci sono anche piani del consiglio della Città di Westminster per distribuire reti Wi-Fi a banda larga a Soho come parte di un programma per incoraggiare ulteriormente lo sviluppo del territorio come centro di media e delle tecnologie industriali.

## Infrastrutture e trasporti
Indagini di traffico notturne effettuate dal consiglio della Città di Westminster tra le 22:00 e le 04:00 indicano che Old Compton Street, Dean Street e Frith Street sperimentano i più alti livelli di traffico all'interno della zona di Soho; in particolare, questa indagine ha rivelato che la Old Compton Street, nel tratto tra gli incroci con Dean e Frith Street, che ha visto un livello di traffico classificato come "medio" per quattro delle sei ore di indagine.
Il consiglio di Westminster ha inoltre dichiarato che gli stretti marciapiedi possono diventare molto congestionati durante la notte, soprattutto nei fine settimana, con la gente che beve per strada, cena fuori dai take away, in coda a luoghi di intrattenimento o agli sportelli bancari automatici, e le persone di passaggio nella zona.
Il rapporto esprime anche l'eventualità di litigi tra pedoni e tra pedoni e automobilisti a causa dei tavoli e delle sedie che i vari locali del quartiere hanno posizionato all'esterno, su marciapiedi ristretti.

### Trasporti pubblici
Le stazioni più vicine al quartiere di Soho sono:
| Stazione             | Linea                             | Immagine | Apertura | Note                                                   |
| -------------------- | --------------------------------- | -------- | -------- | ------------------------------------------------------ |
| Oxford Circus        | Bakerloo, Central e Victoria line |          | 1900     | Sul confine nord-occidentale, in Oxford Circus         |
| Tottenham Court Road | Central e Northern line           |          | 1900     | Sul confine nord-orientale, in Oxford Street           |
| Leicester Square     | Northern, Piccadilly line         |          | 1906     | Sul confine sud-orientale, in Charing Cross Road       |
| Piccadilly Circus    | Bakerloo, Piccadilly line         |          | 1906     | Sul confine sud-occidentale, in Piccadilly Circus      |
| Covent Garden        | Piccadilly line                   |          | 1907     | Nel confinante quartiere di Covent Garden, a Long Acre |

Le linee autobus 1, 3, 6 (24h), 7, 8, 9, 10 (24h), 12 (24h), 13, 14 (24h), 15, 19, 22, 23 (24h), 24 (24h), 25 (24h), 29, 38, 55, 73, 88 (24h), 94 (24h), 98, 137, 139 (24h), 134 (24h), 139 (24h), 159 (24h), 176 (24h), 189 (24h), 242 (24h), 390 (24h), 453 (24h) e C2 (24h) servono il quartiere di giorno, mentre le linee N1, N3, N5, N7, N8, N13, N18, N19, N20, N29, N35, N38, N41, N55, N68, N73, N98, N109, N113, N136, N137, N171, N207, N253, N279 e le linee 24h servono Soho di notte.

## Salute e benessere
Secondo uno studio pubblicato dalla University of Liverpool, Soho e l'intera Londra centrale sono considerati l'area meno salutare di tutta la Gran Bretagna. Lo studio ha considerato fattori come l'inquinamento dell'aria, ma anche l'accesso a pub e fast food, la prossimità di ospedali e la presenza di parchi e aree verdi.